# Le cose che so di lei
Le cose che so di lei (Things You Can Tell Just by Looking at Her) è un film del 2000, debutto alla regia di Rodrigo García. Il film si suddivide in cinque episodi che raccontano le storie di alcune donne alle prese con i piccoli problemi quotidiani, l'amore, la gelosia e la morte.

## Trama
Attraverso cinque racconti intrecciati l'un l'altro, vengono rappresentate con delicatezza e intensità la storia di sette donne, molto diverse tra loro, che tentano di fare i conti con le proprie vite.
Elaine, ginecologa di successo, vive con l'anziana madre e sogna una relazione con un uomo. L'investigatrice Kathy Faber cerca gli indizi per risolvere un caso, facendosi aiutare dalle intuizioni della sorella non vedente Carol. Rose, madre sola alle prese con un figlio adolescente, si sente attratta del nuovo vicino, una persona assolutamente particolare. Rebecca, dirigente di banca, scopre di essere incinta dell'uomo sposato con il quale ha una relazione. Infine, Christine e Lilly, una coppia che lotta contro la malattia di una delle due, ripercorre le tappe della propria storia d'amore.

## Distribuzione
La pellicola è stata distribuita in Italia nell'ottobre del 2000.

## Riconoscimenti
Il film ha vinto il Premio Un Certain Regard al 53º Festival di Cannes, mentre Holly Hunter è stata nominata agli Emmy Awards come miglior attrice.